# High Tea (radioprogramma)
High Tea was een Nederlands radioprogramma van WNL, uitgezonden op Radio 2. De presentatie wes het eerste jaar in handen van Jeanne Kooijmans en vanaf september 2011 van Kasper Kooij. Het programma werd iedere zondag uitgezonden tussen 16.00 en 18.00 uur. Het eerste jaar was er altijd een hoofdgast die werd geïnterviewd door Jeanne Kooijmans. Nadat Kasper Kooij het programma had overgenomen veranderde het  in een magazine-achtige programma bestond uit verschillende onderdelen, afgewisseld door muziek. Diverse onderdelen in dit programma zijn: Advies van therapeut Bram Bakker, de laatste nieuwtjes uit de digitale wereld met Danny Mekic'.
High Tea stopte eind januari 2013 en werd vervangen door Hotel Kooij, een nieuw programma van presentator Kasper Kooij.
Aan De Slag! · Afslag Thunder Road · Aje Tho! · Annemiekes A-lunch · Blokhuis · Bureau De Wilt · Bureau Kijk in de Vegte · Corné Klijns Soul Sensations · De Staat van Stasse · De Wild in de Middag · Echt Jasper · Funky Frank's · Giel ·Gijs 2.4 · Grand Café Kranenbarg · Helemaal Haandrikman · Het Platenpaleis · Hey JP! · Holy Hits · Jan-Willem Start Op! · Licence 2 Chill · Mega Album Top 50 · Motel De Wilt · Musical Moods · Muziekcafé · On the Beat · One Night Stenders · Het oor wil ook wat · Paul! · Rabbering Laat · Rarmarmar · RickvanV doet 2 · Rinkeldekinkel · Schiffers.fm · SHAY! · Simone's Songlines · Soul Night met One'sy · Spijkers met koppen · Thank God It's Sunday · The Best of 2night · The Big Frank Show · Thijs · Tijd voor Twee · Van Inkels Choice · Verrukkelijke 15 ·  VrijZaZo Show · Vroeg op Frank · 't Wordt Nu Laat · WILDGROEI · Wout2Day · Yora en Sander, Sander en Yora